# Klyxum confertum
Klyxum confertum är en korallart som först beskrevs av Kükenthal 1903.  Klyxum confertum ingår i släktet Klyxum och familjen Alcyonidae. Inga underarter finns listade i Catalogue of Life.